# Gayo (cheval)
Vous lisez un « bon article » labellisé en 2016.
Pour les articles homonymes, voir Gayo.
Le Gayo ou Gaju (indonésien : kuda Gayo) est une race de poneys originaire de la province d'Aceh, dans le nord de Sumatra, en Indonésie. Nommé d'après l'ethnie des Gayo qui l'élève dans les hautes terres de la province, il est parfois nommé à tort « Deli », en raison des ports du sultanat de Deli, d'où il était exporté. Cet équidé indonésien de petite taille appartient au groupe des poneys du Sud-Est asiatique. Son statut fait débat, car il est parfois considéré comme une variété du Batak, caractérisé par sa taille plus réduite, son modèle plus lourd et sa moindre vivacité par comparaison à ce dernier. Le Gayo est employé bâté, attelé, et monté par les enfants. Il est aussi croisé pour donner des chevaux de course. Avec 1 656 individus recensés en 2014, la race est menacée d'extinction.

## Histoire

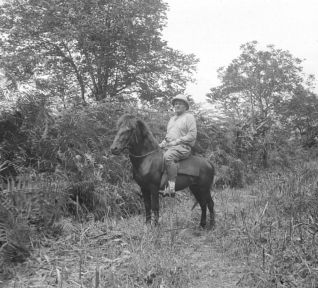
Poney Gayo monté à Aceh, en 1927.

Selon la base de données DAD-IS gérée par l'Organisation des Nations unies pour l'alimentation et l'agriculture (FAO), « Gayo » (en indonésien) est le nom international le plus commun, avec la précision kuda Gayo, soit « cheval de Gayo ». « Gayoe » est le nom anglais, et « Gaju » (ou Kaju) le nom flamand. La race a reçu son nom de la population Gayo qui vit dans le nord de Sumatra, dans les hautes terres de l'intérieur de la province d'Aceh.
Le Gayo ne dispose pas de stud-book. Son origine remonte au XVIIIe siècle. Il est surtout influencé par des chevaux mongols, et dans une moindre mesure, perses, et arabes.
Ce poney a longtemps été confondu avec les races du Batak et du Minang, à tort, sous le nom de « Deli ». Cette confusion provient du système d'importation des poneys par des navires battant pavillon hollandais : les animaux en provenance de l'Est étaient débarqués dans le port du sultanat de Deli. John Anderson visite plusieurs ports du nord de Sumatra entre 1823 et 1825. Il signale la présence de chevaux dans la région d'Aceh. Les ports servent de point d'exportation, les animaux gagnent d'autres régions d'Indonésie en nombre considérable, d'après lui. Le centre d'élevage de l'île de Sumatra semble s'être déplacé au cours du temps, la région d'Aceh cédant sa place à la région de peuplement Batak en tant que zone d'exportation principale.
Au début du XXe siècle, les poneys de bât Gayo sont réputés « petits, mais très forts ». En 1997, un comptage assez précis transmis à la FAO fait état de 7 500 poneys recensés, avec une tendance à la stabilité. Un décret du ministre de l'agriculture de la république d'Indonésie (numéro 1054 / Kpts / SR.120) daté d'octobre 2014, créé un noyau d'élevage de chevaux Gayo pour prévenir l'extinction de la race.

## Description
Le Gayo appartient au groupe des poneys du Sud-Est asiatique,, et parmi celui-ci, au sous-groupe des poneys d'Indonésie. D'après les mesures de référence effectuées par la FAO, la taille moyenne des femelles est de 1,14 m, celle des mâles de 1,18 m. L'ouvrage de CAB International (édition 2016) annonce une taille moyenne de 1,27 m.
Ce poney n'est pas aussi vif que le Batak, et présente un modèle plus lourd,, avec une faible taille causée par le manque de qualités nutritives de la végétation locale.
La tête, courte et robuste, présente de longues oreilles. Le corps est étroit, compact et court, avec une encolure courte, un ventre en forme de demi-cercle, et une longue queue fournie.

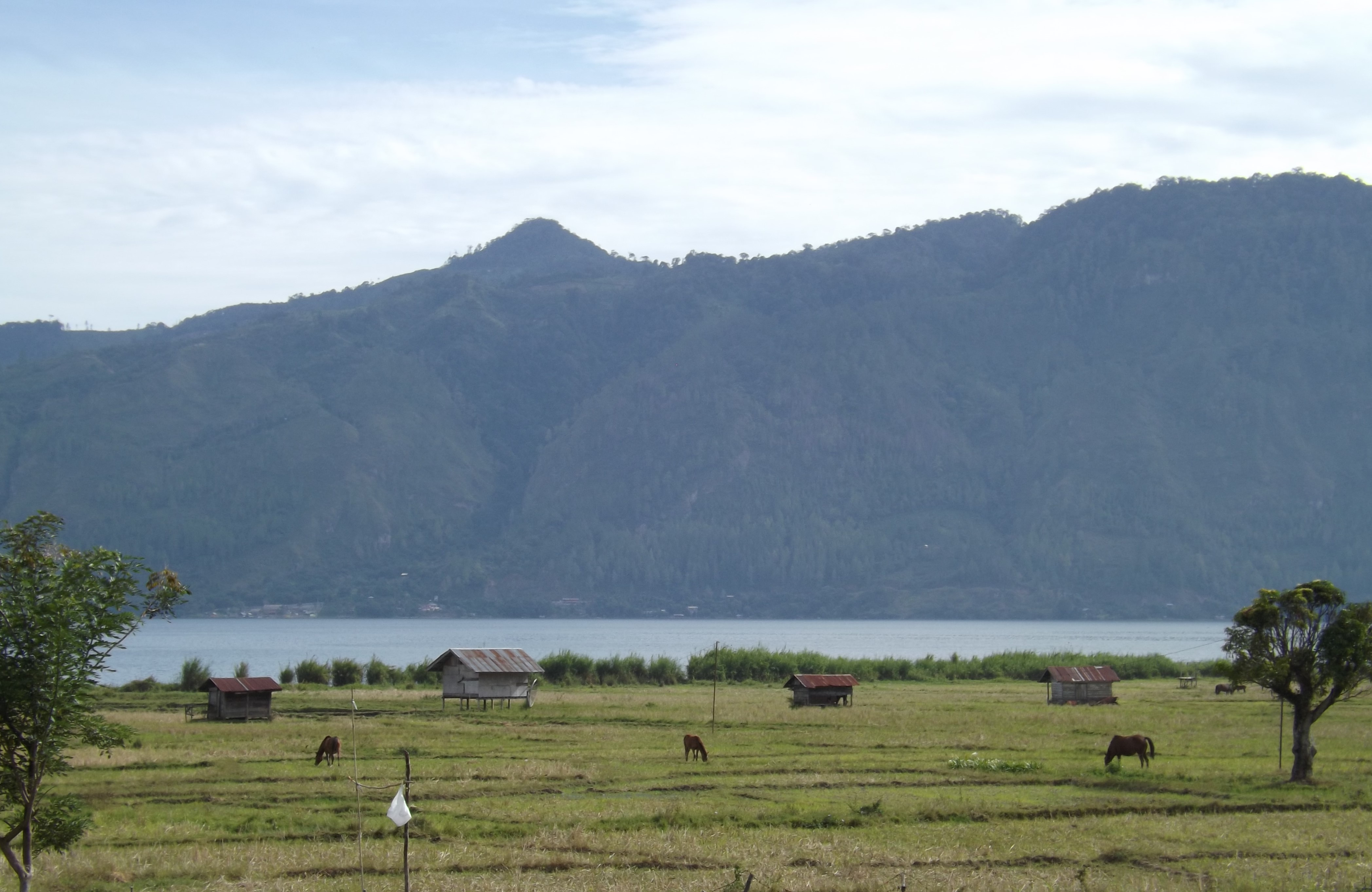
Gayos dans les prés sur la berge sud du lac Laut Tawar.
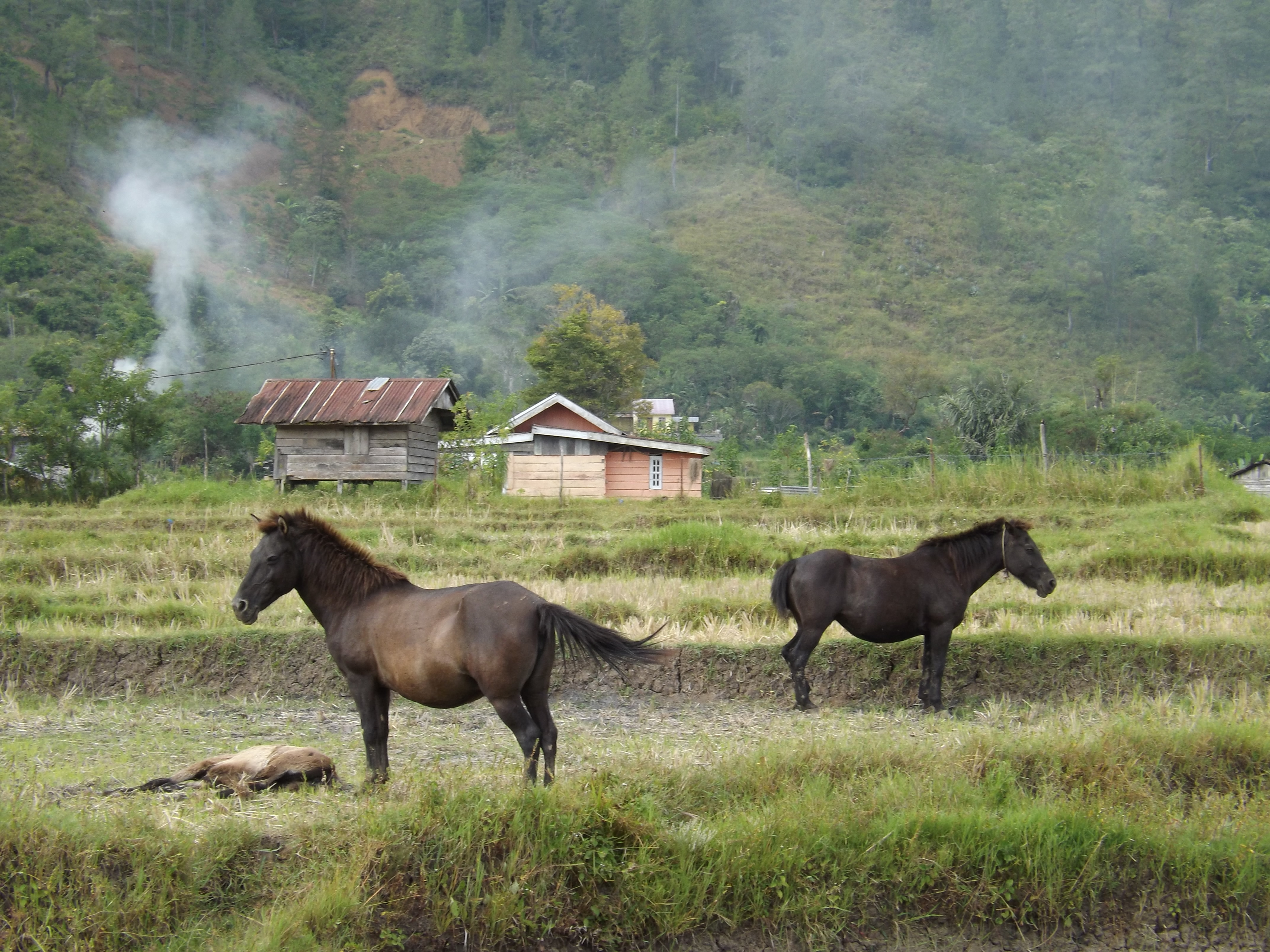
Chevaux de race Gayo dans un pré à Takengon.
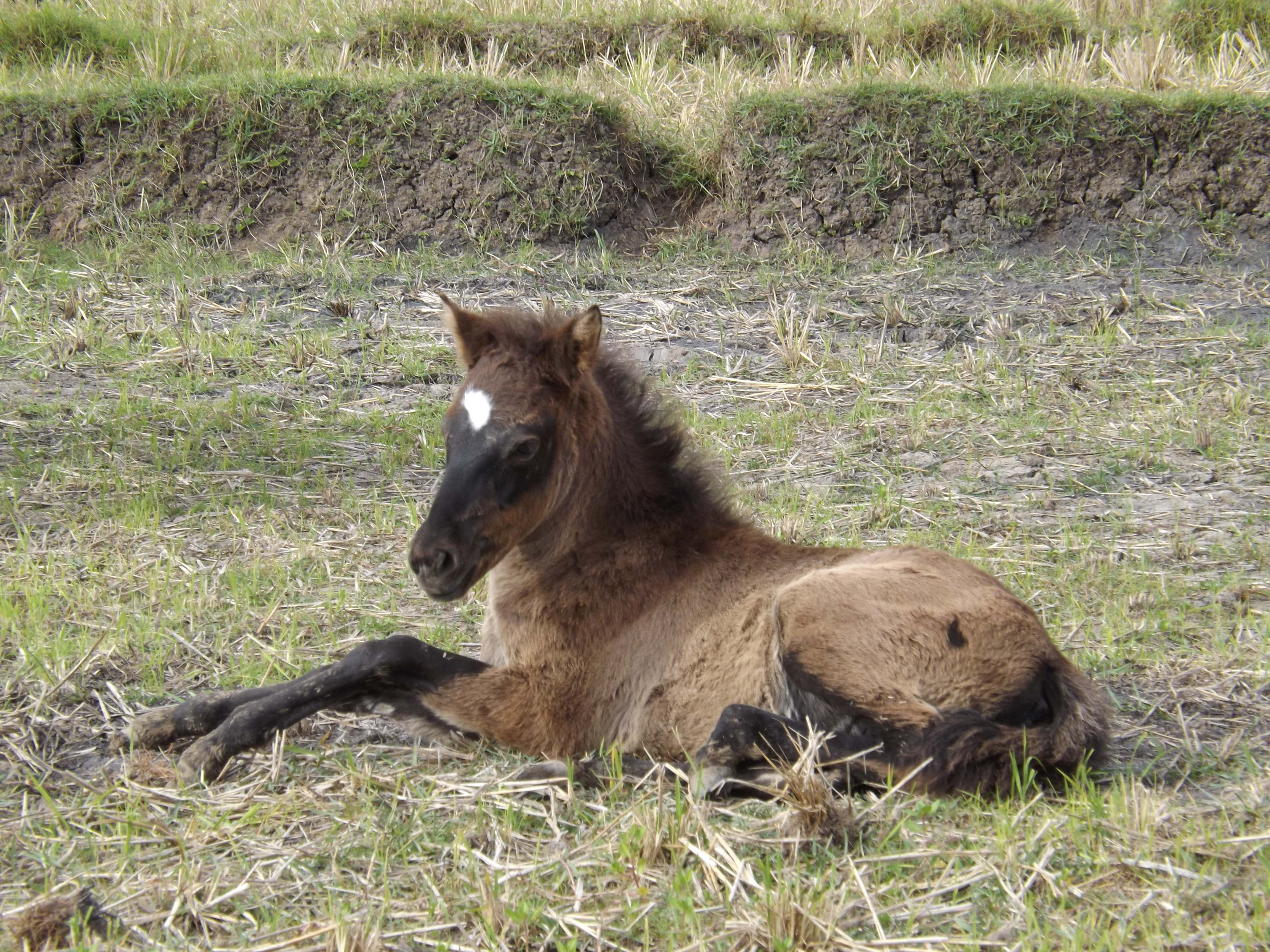
Poulain de race Gayo.

### Robe et tempérament
La robe est unie et de couleur variable, mais généralement bai foncé ou bai-brun ; d'après CAB International, le pie est possible, que ce soit dans la variante pie noir ou pie bai. Le gris existe aussi. Le Gayo possède de bonnes caractéristiques de reproduction. Son tempérament est calme et stable.

### Variété du Batak ou race distincte?
Le Gayo n'est pas toujours distingué du poney Batak en tant que race séparée. Certains auteurs estiment qu'il constitue une variété du Batak, notamment dans le guide Delachaux. W. Groeneveld (1916) considère que le Batak et le Gayo sont deux variétés distinctes parmi les quatre qu'il recense sur Sumatra. John Crawfurd (1956) distingue deux races sur Sumatra, celle d'Aceh (le Gayo) et celle de Batu Bara (en). L'encyclopédie de Charles Evelyn Graham Hope et Noel Jackson traite le Gayo et le Batak en un seul article, sans distinguo. D'autres ouvrages de vulgarisation le citent comme race séparée. La FAO, CAB International et l'étude de l'Université de l'Oklahoma le traitent également comme une race séparée, cette dernière source précisant que très peu d'informations sont disponibles concernant le Gayo. La position officielle du gouvernement indonésien (2014) est de considérer le Gayo comme une race séparée, en raison de l'uniformité de sa forme physique.

## Utilisations
Le Gayo sert surtout au transport, que ce soit monté, bâté ou attelé. Il peut être monté en équitation de travail, ou comme cheval de course. Il est plus récemment devenu une attraction touristique. Enfin, ce poney est désormais populaire comme monture pour les enfants.
Des courses de chevaux sont organisées régulièrement dans la région, depuis 1930 environ. Leur popularité a augmenté après l'indépendance de l'Indonésie. Les courses les plus célèbres sont organisées en août en commémoration de l'indépendance. Les montures ne sont pas des Gayo de pure race, mais des chevaux de croisement issus de métissages avec des animaux australiens. Ces courses ont principalement lieu de fin août à mi-septembre et sont l'objet de paris, pourtant interdit dans le pays.
Sa viande est consommée depuis longtemps, le nord de Sumatra étant une région hippophage. La viande de poney Gayo est réputée pour être particulièrement tendre et juteuse.

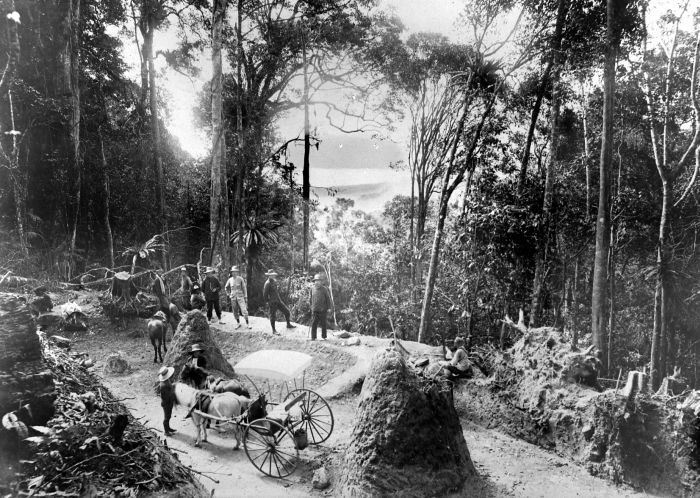
Attelage hippomobile à Aceh.
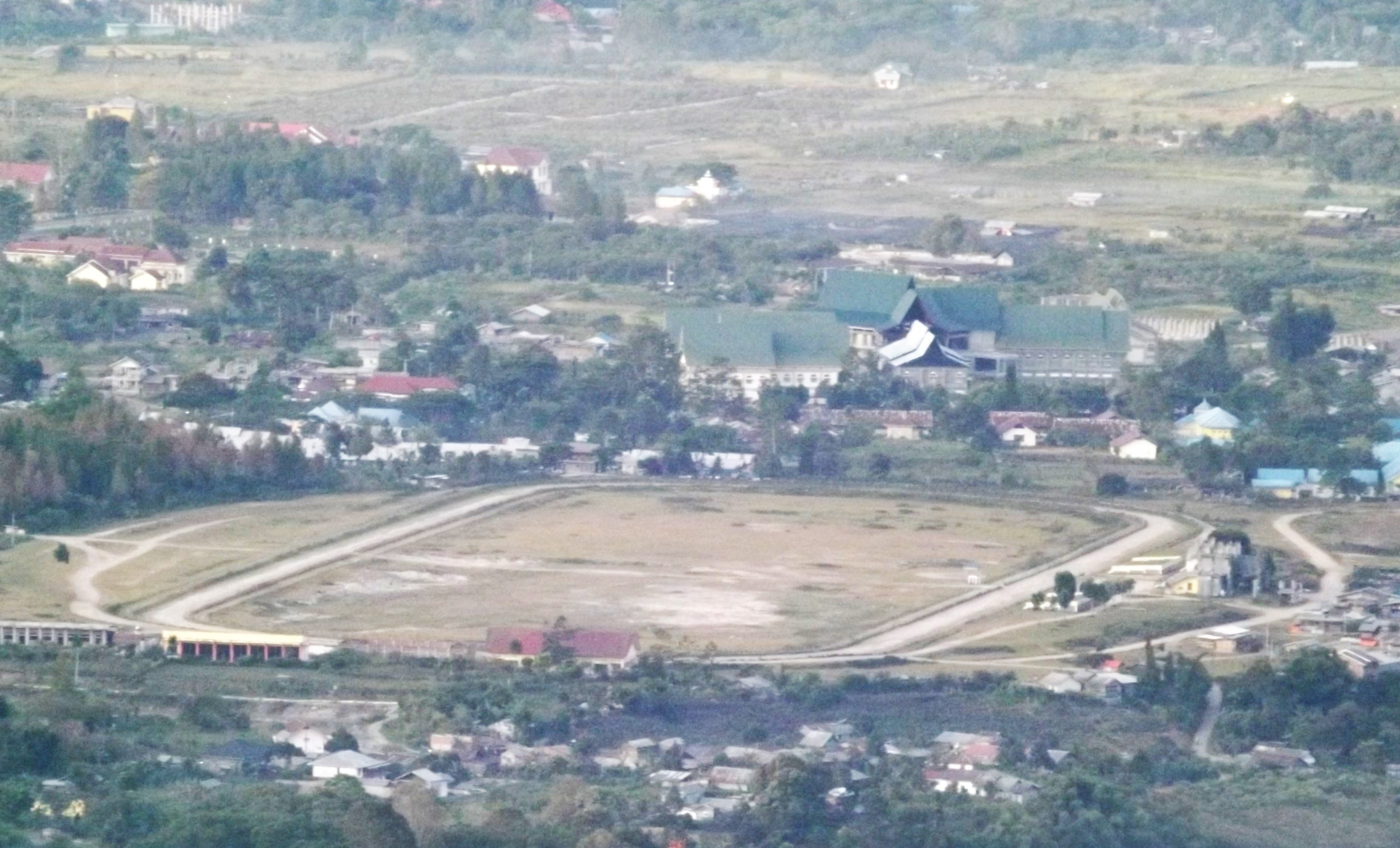
Hippodrome de Takengon, où se tiennent des courses de Gayos.

## Diffusion de l'élevage
Le Gayo est classé comme race de chevaux locale de l'Indonésie, localement adaptée à son biotope. Il provient d'Aceh, dans le nord de Sumatra, ainsi que de l'Ouest de cette île. Le « Gayo » est répertorié dans l'étude de l'université d'Uppsala (2010) pour la FAO comme race locale asiatique, qui n'est pas menacée d'extinction. D'après l'évaluation de la FAO réalisée en 2007, la race « kuda-Gayo » était alors « non menacée ». 
Un comptage officiel daté de 2014 dénombre seulement 1 656 poneys, ce qui place le Gayo parmi les races menacées d'extinction
.
Il n'existe pas de programme de conservation particulier.
Les chevaux de course de Gayo sont célébrés dans un timbre émis par le gouvernement indonésien en célébration de l'année chinoise du cheval en 2014. La race est reconnue nationalement pour sa valeur économique et culturelle.